# باتنزن
باتنزن (بالألمانية: Pattensen) هي بلدة ألمانية تقع في ألمانيا في Hanover region. يقدر عدد سكانها بـ 14,667 نسمة .

## المدن التوأمة
مدينة أوكرمونده هي مدينة توأمة لـباتنزن.